# 長弘毅
長弘毅（なが こうき、1934年 - 2014年12月26日）は、インド文学者。

## 人物
福井県生まれ。立正大学文学部史学科卒業、1958年から1963年インド留学、1963年にアジア・アフリカ語学院専任講師。1965年に富山国際大学に移籍、2004年まで同大学人文学部教授。日印サルボダヤ交友会会長、朝日カルチャーセンター講師。専攻は南アジア地域研究、特にヒンディー語学、ヒンディー文学および口承文芸。インド各地の農村で、民話収集を行った。
2014年12月26日死去。

## 主な著書

### 単著
- 『語り継ぐ人びと インドの民話』福音館書店、2003年。

### 共著
- 『インド入門』三省堂、1989年。

### 共編
- 『東アジアの神話』ポプラ社、2000年。

### 監訳
- 『現代ヒンディー短編選集』 大同生命国際文化基金、1984年。

## 映画
- 『熱い灰　インド1983』 台詞監修、1999年。